# Les Billards
 (février 2025).
Si vous disposez d'ouvrages ou d'articles de référence ou si vous connaissez des sites web de qualité traitant du thème abordé ici, merci de compléter l'article en donnant les références utiles à sa vérifiabilité et en les liant à la section « Notes et références ».
Cet article court présente un sujet plus développé dans : Sougères-en-Puisaye.
Les Billards est l'un des hameaux de Sougères-en-Puisaye. Il est situé à environ 1,5 km du bourg, à l'est.